# 東名古屋カントリークラブ
東名古屋カントリークラブ（ひがしなごやカントリークラブ）は、 愛知県豊田市篠原町に広がるゴルフ場である。

## 概要
東名古屋カントリークラブは、新たなゴルフ場建設に向け「東名ゴルフ株式会社」がゴルフ場経営に乗り出したことに始まる。コース設計を佐藤儀一に依頼し、工事を竹中工務店が行い、1964年（昭和39年）9月29日、36ホール規模のゴルフ場が開場された。
コースは、丘陵の自然の起伏を生かした、フェアウエイも広く距離も十分ある丘陵コースである。西コースは、フェアウエイはフラットに見えるが、微妙なうねりがある油断できないコース。東コースは、フェアウエイは起伏があり、ドッグレッグ、打ち下ろし、池越えなど変化のあるコースである。
また、日本のプロゴルフメジャー大会の1つ、日本ゴルフ協会主催競技でもあり、日本選手権大会に相当する、日本オープンゴルフ選手権競技大会など多くの大会開催の実績がある。

## 所在地
〒470-0352 愛知県豊田市篠原町大沢3番地

## コース情報
- 開場日 - 1964年9月29日
- 設計者 - 佐藤 儀一
- 面積 - 3,300,000m2（約99.8万坪）
- コースタイプ - 丘陵コース
- コース - 36ホールズ、パー144、コースレート 西コース7,010ヤード、東コース6,805ヤード、コースレート 西コース72.3、東コース73.6
- グリーン - 2グリーン、ベント
- プレースタイル - キャディ付歩行、セルフ・乗用カート、セルフ歩行
- 練習場 - 26打席 250ヤード
- 休場日 - 毎週月曜日、12月31日、1月1日[3]

## クラブ情報
- 理事長 - 松原 武久
- 支配人 - 加藤 義親
- ハウス面積 - 5,775m2（1,746坪）
- ハウス設計 - 株式会社コスモ設計
- ハウス施工 - 株式会社竹中工務店[3]

## ギャラリー
- コース - [4]
- ハウス - [5]

## 交通アクセス
- 鉄道 - 地下鉄東山線  - 藤が丘駅よりタクシー利用 約20分
- 道路 - 東名高速 - 東名三好ICより 7km[6]

## メジャー選手権
- 1985年（昭和60年） - 第50回 日本オープンゴルフ選手権競技大会[7]
- 1993年（平成5年） - 第26回 日本女子オープンゴルフ選手権競技大会[8]

## 関連文献
- 『月刊ゴルフマネジメント』、9月20(181)、「日本オープン物語 表紙・東名古屋カントリークラブ」、喜田任紀著、東京 一季出版、1999年9月、2020年8月日閲覧
- 『ゴルフ場ガイド 西版』2006-2007、「東名古屋カントリークラブ（愛知県）」、東京 ゴルフダイジェスト社、2006年5月、2020年8月日閲覧